# Sukiyabashi Jirō
Sukiabashi Jirō (すきやばし次郎) est un restaurant de sushis situé à Ginza, Chūō, Tōkyō, au Japon. 

## Description
Le restaurant appartient à et est exploité par le maître sushi Jirō Ono. Le restaurant lui-même n'a que dix places assises. Une branche de deux étoiles dirigée par son fils Takashi est située à Roppongi Hills, à Minato, Tōkyō. Le chef Joël Robuchon a indiqué que le restaurant comptait parmi ses « restaurants préférés dans le monde » et lui avait appris qu'« à ce niveau, le sushi devient un art ».

## Particularité
Le Guide Michelin lui a chaque année décerné 3 étoiles depuis 2007. Mais dans l'édition du Guide Michelin de Tōkyō parue le 26 novembre 2019, le restaurant a été radié. Le restaurant n'accepte plus de réservations du grand public, ce qui contrevient aux règles du Guide Michelin.

## Visite d'Obama

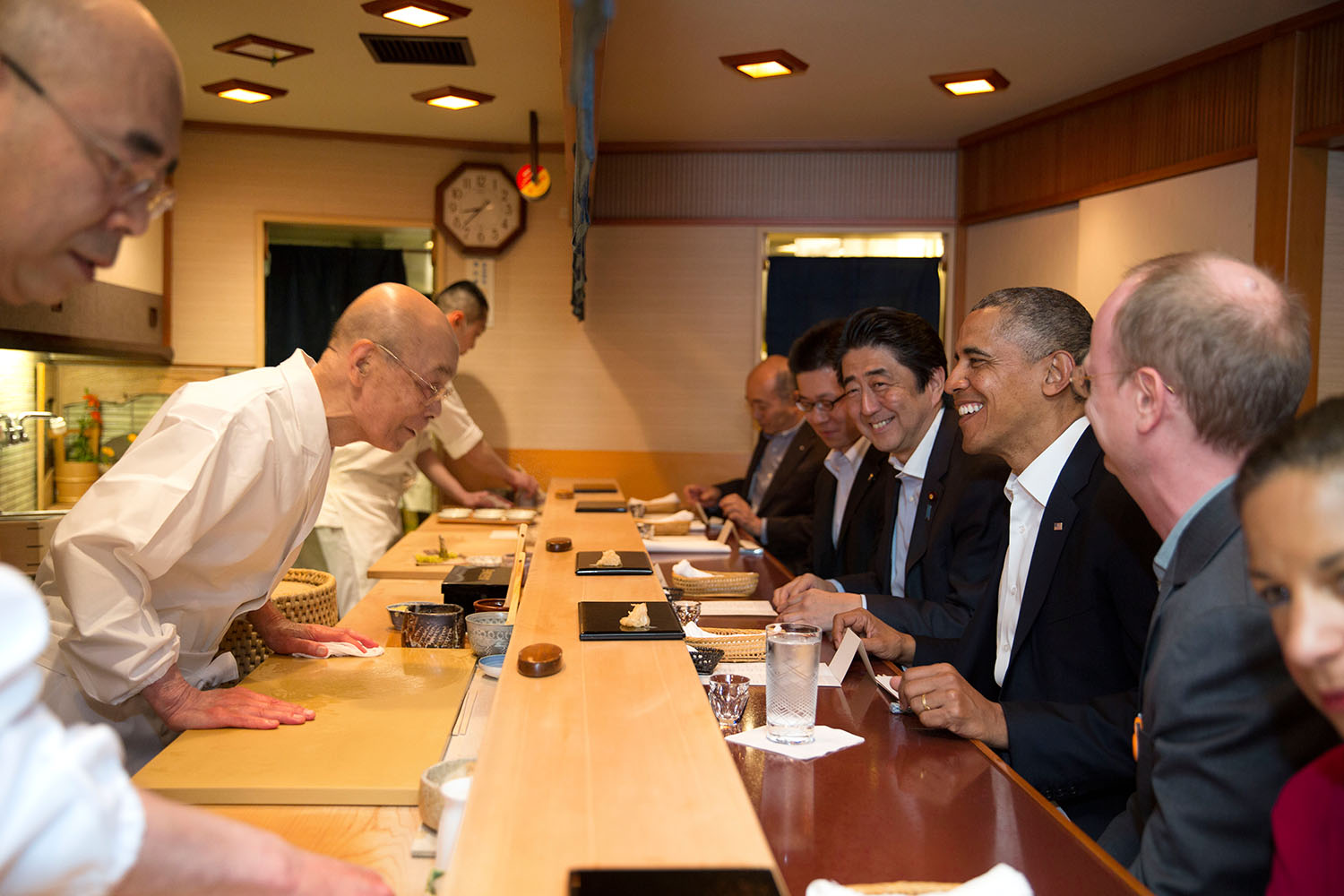
Le Premier ministre japonais  Abe et le Président américain Obama au Sukiyabashi Jirō, en avril 2014.